# زليخة تحب عاشور (فلم)
زليخة تحب عاشور فيلم كوميدي مصري، عرض عام 1939.

## قصة الفيلم
يتودد أحد اقارب "زليخا" إليها ويسعى للتفريق بينها وبين زوجها "عاشور" عن طريق إحدى الفتيات التي تعمل مروضة أسود في السيرك فتتمكن من إيهام "عاشور" أنه رجل ذو جاذبية كبيرة تنجذب إليه النساء لتبدأ المشاكل بين "زليخا" و"عاشور" فتندم فتاة السيرك وتقرر إصلاح ما فعلته بين الزوجين وتعيد لهما سعادتهما الأولى.

## فريق العمل
تأليف وإخراج: أحمد جلال
تصوير: توليو كيارينى
إنتاج: لوتس فيلم (آسيا داغر)

## بطولة
- آسيا داغر
- آمال زايد
- فؤاد شفيق
- أحمد جلال
- ماري كويني
- زكي رستم